# 奇幻嘉年華
《奇幻嘉年華》（英語：Carnivàle）是美國的電視劇集。劇情背景是經濟大恐慌時期中的美國。此系列影片拍攝於美國加州的聖塔克雷利塔及一些南加州的地方。
《奇幻嘉年華》由HBO製作，分別於2003年與2005年分別發行一季，目前總共有兩季。第一季、第二季DVD已經在台灣上市，華納家庭娛樂發行。

## 外部連結
- 互联网电影数据库（IMDb）上《奇幻嘉年華》的资料（英文）
- 豆瓣电影上《奇幻嘉年華》的資料 （简体中文）